# Esmeralda (postać literacka)
Esmeralda (fr. Esméralda lub La Esméralda), właśc. Agnes, fikcyjna postać literacka, bohaterka powieści Wiktora Hugo Katedra Marii Panny w Paryżu, córka Guduli, pustelnicy z wieży Rolanda, według romskich zwyczajów żona (na cztery lata) poety Piotra Gringoire'a, ur. w 1466 w Reims, zm. 1482 w Paryżu) – porwana w dzieciństwie przez Cyganów i przez nich wychowywana. Przez lud Paryża uważana za Romkę.
Pełna uroku, olśniewająca piękność o szlachetnym sercu i naiwnym usposobieniu, które najprawdopodobniej wynikało z jej niewinności. Nie była wysoka, choć jej smukła sylwetka sprawiała takie wrażenie. Włosy miała ciemne, skórę złocistą, czarne oczy. Ubierała się w kolorową sukienkę z odkrytymi ramionami, która – gdy podnosiła się w tańcu – odkrywała też jej smukłe nogi.
Często można ją było spotkać na placu Grève, gdzie tańczyła i pokazywała sztuczki wraz ze swoją nieodłączną kózką Dżali, czym zarabiała na życie. Dżali była małą, ładną, białą, zwinną kózką z pozłacanymi kopytkami, różkami i obróżką. Na znak Esmeraldy wystukiwała nóżką dany miesiąc i godzinę czy w zabawny sposób naśladowała ówczesnego prokuratora królewskiego. Ludność Paryża widziała w tym czary. 
Pod fałszywym zarzutem uprawiania czarów Esmeralda została skazana na karę śmierci i powieszona w 1482 w Paryżu, podczas rozruchów ludowych.